# Jules Bordet
Jules Jean Baptiste Vincent Bordet (* 13. června 1870, Soignies – 6. dubna 1961, Brusel) byl belgický imunolog a mikrobiolog. V roce 1919 obdržel Nobelovu cenu za fyziologii a medicínu za objevy v související s imunitním systémem.

## Život
Jules Bordet se narodil roku 1870 v Soignies ve Švýcarsku. V roce 1892 získal doktorát na Université Libre de Bruxelles. O dva roky později odešel do Paříže, kde do roku 1902 pracoval v Pasteurově ústavu. Poté se vrátil do Bruselu, kde založil místní Pasteurův ústav. Od roku 1907 působil jako profesor na Université Libre de Bruxelles.
Se svým švagrem Octavem Gengouem v roce 1906 identifikoval bakterii Bordetella pertussis způsobující černý kašel. Také významně přispěl k založení sérologie. Je autorem imunologického spisu Traité de l'Immunité dans les Maladies Infectieuses (Pojednání o imunitě při infekčních chorobách) a mnoha dalších lékařských publikací.
Bordet byl stálým členem správní rady Université Libre de Bruxelles, Belgické královské akademie, Královské společnosti, Národní akademie věd Spojených států amerických, vědecké rady pařížského Pasteurova ústavu a předsedou prvního mezinárodního mikrobiologického kongresu z roku 1930. Získal čestný doktorát na univerzitách v Cambridgi, Paříži, Štrasburku, Toulouse, Edinburghu, Nancy, Caen, Montpellieru, Káhiře, Athénách a Quebecu. V roce 1919 obdržel Nobelovu cenu za fyziologii a medicínu za objevy v související s imunitním systémem, dále byl nositelem řady belgických vyznamenání i vyznamenání z Rumunska, Švédska a Lucemburska.
V roce 1899 se Bordet oženil s Marthe Levozovou. Měli spolu dvě dcery a jednoho syna Paula, který se po svém otci stal ředitelem Pasteurova ústavu v Bruselu a také profesorem na Université Libre de Bruxelles. Jules Bordet zemřel 6. dubna 1961.